# ラハイナ (芸能プロダクション)
有限会社ラハイナは、かつて存在した日本の芸能プロダクションである。東京都港区に本拠地が所在していた。2010年（平成22年）11月17日午後5時を以って破産した。

## 主な所属タレント
- 鈴木茜
- 真田美香
- 佐倉希実
- Aisa（アイサ）
- SENa（セナ）
- 媛野あすか

- ラハイナ (曖昧さ回避) - 他の「ラハイナ」